# Кеттлтофт
Кеттлтофт (англ. Kettletoft) — деревня на острове Сандей в архипелаге Оркнейских островов, Шотландия.

## География
Расположена у южного берега острова на западном берегу бухты Кеттлтофт-Бей.

## Экономика
Автодорога B9068 пересекает центральную часть острова, ведет из Кеттлтофта в усадьбу Скар у северо-западного берега.

## Достопримечательности
- Кеттлтофт-Пир — пирс 1883 года постройки. В 1999 включён в список памятников архитектуры категории «B»[1].